# Renealmia stellulata
Renealmia stellulata là một loài thực vật có hoa trong họ Gừng. Loài này được Steyerm. miêu tả khoa học đầu tiên năm 1963.